# 短身原玉筋魚
短身原玉筋魚（学名：Protammodytes brachistos）为玉筋魚科原玉筋魚屬下的一个种。